# Miki Nakatani
Miki Nakatani (中谷美紀?, Nakatani Miki; Tokyo, 12 gennaio 1976) è un'attrice e cantante giapponese, vincitrice di un Japanese Academy Award e di un Japanese Professional Movie Awards.

## Biografia
Debuttò in veste di attrice nel 1995, con il film drammatico Berlin. Nel 1998 interpretò il ruolo di Mai Takano nel J-Horror Ring, diretto da Hideo Nakata, e nel sequel The Spiral. Nel 1999 tornò a lavorare con Hideo Nakata, interpretando il thriller Chaos e Ring 2.
Nel 2003 interpretò il film drammatico When the Last Sword is Drawn, che le valse nel 2004 una nomination ai Japanese Academy Award come miglior attrice non protagonista. Nel 2006 interpretò il ruolo della protagonista in Memories of Matsuko, diretto da Tetsuya Nakashima, per il quale si aggiudicò sei premi, tra i quali il Japanese Academy Award, il Japanese Professional Movie Awards e l'Asian Film Awards come miglior attrice. L'anno successivo la sua interpretazione nella commedia romantica Happily Ever After le valse la terza nomination ai Japanese Academy Award, come miglior attrice.
Oltre alla carriera di attrice, Miki Nakatani ha intrapreso anche una carriera di cantante, incidendo tra il 1996 e il 2001 sette album e nove singoli, alcuni dei quali prodotti dal celebre Ryūichi Sakamoto.

## Filmografia parziale
- Berlin di Gō Rijū (1995)
- Ring (Ringu) di Hideo Nakata (1998)
- The Spiral (Rasen) di Jōji Iida (1998)
- Chaos (Kaosu) di Hideo Nakata (1999)
- Ring 2 (Ringu 2) di Hideo Nakata (1999)
- When the Last Sword is Drawn (Mibu gishi den) di Yōjirō Takita (2003)
- Densha otoko (serie televisiva) di Shosuke Murakami (2005)
- Loft di Kiyoshi Kurosawa (2005)
- Memories of Matsuko (Kiraware Matsuko no isshō) (2006)
- Seta (Silk) di François Girard (2007)
- Happily Ever After (Jigyaku no uta) di Yukihiko Tsutsumi (2007)
- Flavor of Happiness (Shiawase no kaori) di Mitsuhiro Mihara (2008)
- Zero Focus di Isshin Inudou (2009)
- Jin (manga) (2009)

## Discografia

### Singoli
- MIND CIRCUS (1996)
- STRANGE PARADISE (1996)
- suna no kajitsu (砂の果実) (1997)
- tengoku yori yaban (天国より野蛮) (1997)
- ibara no kanmuri (いばらの冠) (1997)
- chronic love (クロニック・ラブ) (1999)
- Frontier (フロンティア) (1999)
- kowareta kokoro (こわれたこころ) (2000)
- Air Pocket (エアーポケット) (2001)

### Album
- syokumotsu rensa (食物連鎖) (1996)
- cure (1997)
- vague (1997)
- Absolute value (1998)
- siseikatsu (私生活) (1999)
- PURE BEST (2001)
- MIKI (2001)